# Montgomery County Community College
O Montgomery County Community College é uma instituição comunitária de ensino superior, situada e mantida parcialmente pelo Condado de Montgomery, na Pensilvânia (EUA). Foi fundada em 1968 e mantém diversos cursos de graduação e pós-graduação. Sua sede principal fica em Blue Bell (PA).